# Pleutersbach
Pleutersbach ist ein eingemeindeter Ortsteil von Eberbach am Neckar in Baden-Württemberg, der von 1830 bis 1975 selbstständige Gemeinde war.

## Geografie
Pleutersbach liegt am Nordrand des Kleinen Odenwalds, die Gemarkung umfasst 225 Hektar längs dem linken Ufer des Neckars und dem Tal des im Ort dem Fluss zulaufenden Pleutersbachs. Der überwiegende Teil der Gemarkung besteht aus steilen, meist bewaldeten Buntsandsteinhängen.

## Geschichte

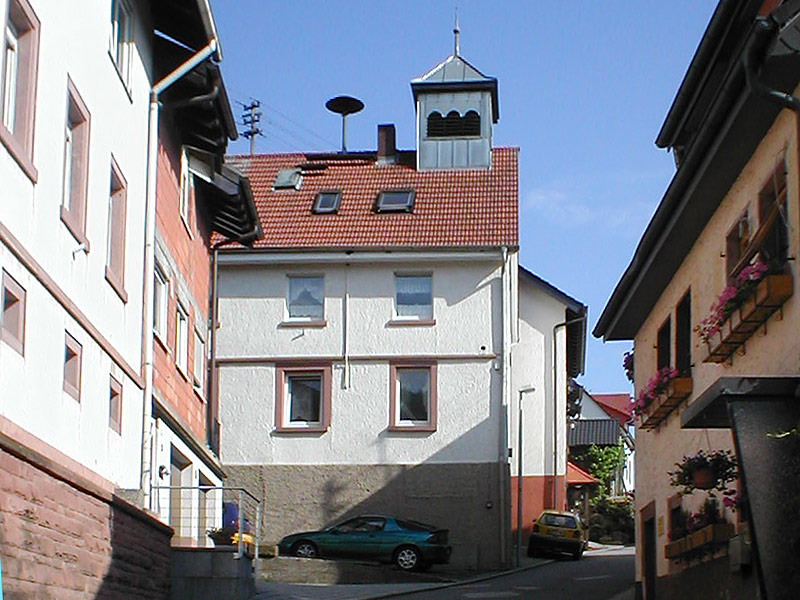
Ehemaliges Rathaus von Pleutersbach

Wappen von Pleutersbach

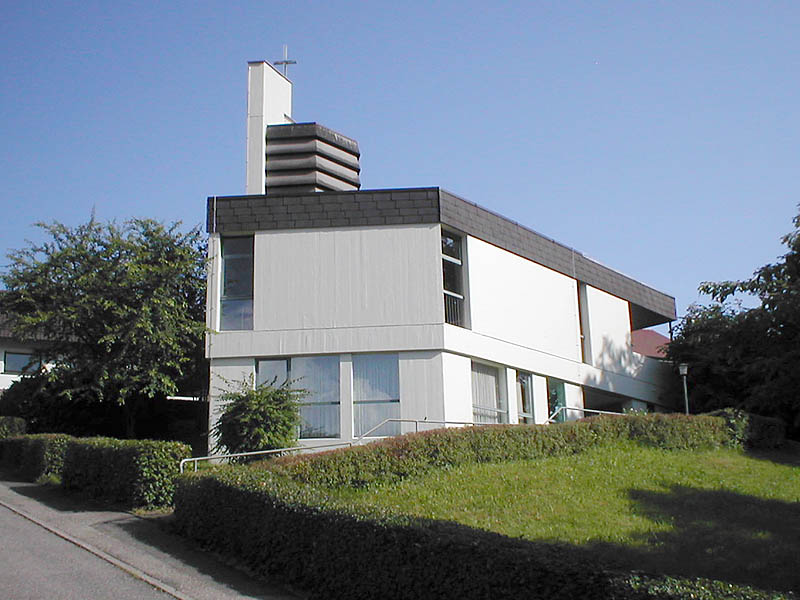
Kirche in Pleutersbach

Der Ort wurde 1369 erstmals urkundlich als Blickerspach erwähnt und könnte damit auf die Landschad von Steinach zurückgehen. Ursprünglich bestand dort nur ein einzelner Hof, der 1369 als dreigeteilt, im 17. Jahrhundert jedoch wieder vereint erscheint. Der Hof entstand östlich des gleichnamigen Baches und die Besiedlung breitete sich später auch westlich aus. 1818 werden 8 Hofbauern erwähnt, der Ort hatte 151 Einwohner. Die grundherrschaftlichen Verhältnisse waren bis 1803 vielfach zerteilt. Das Obereigentum unterlag den Markgrafen von Baden. Grundzinsen waren den Kellereien Minneburg und Schwarzach zu leisten, außerdem bestand Frondienst für den Pfalzgrafen in Mosbach. Ein Teil des Lands befand sich auch im Privatbesitz der Bauern. Die landwirtschaftlichen Flächen wurden im Lauf der Zeit durch Rodung von weniger steilen Hängen vergrößert, wichtige Erzeugnisse waren Korn, Hafer, Spelz und Tabak.
1830 wurde Pleutersbach selbstständige Gemeinde. Seit 1803 bestand eine Schule als Filialschule von Eberbach aus. 1894/95 wurde ein neues Schulhaus errichtet, 1899 ein Friedhof. 1919 erfolgte der Anschluss an das Elektrizitätsnetz.
Bereits 1893 erfolgte der Anschluss an die Wasserversorgung, die jedoch bis 1957 nicht zufriedenstellend war und die Erschließung von Baugebieten behinderte. Der Ort blieb daher auch ohne Industrieansiedlungen. Die eher abgelegene Lage am Neckarufer längs der auf der anderen Uferseite verlaufenden Burgenstraße hat Pleutersbach nach dem Zweiten Weltkrieg zum Arbeiterwohnort, aber bereits in den 1960er Jahren auch zum Ziel des Camping-Tourismus werden lassen. Am 31. Dezember 1973 wurde der Ort nach Eberbach eingemeindet.

## Kultur
Im Rahmen der bereits seit Jahren bekannten Pleutersbacher Kerwe wurde vom 17. September 2016 bis 19. September 2016 das 1. Deutsche Cigar Box Guitar Festival organisiert. Es kamen neben vielen deutschen Musikern, wie Friedel Geratsch, dem Gründer der Band Geier Sturzflug, auch Musiker aus Belgien, den Niederlanden und Großbritannien, die ihr musikalisches Können in diversen Musikstilen darboten.

## Wappen
Das Wappen von Pleutersbach zeigt in Blau zwei gegengewendete silberne Fische, der obere nach links schwimmend.

## Sehenswürdigkeiten
Das inzwischen als Wohnhaus genutzte alte Rathaus von Pleutersbach ist noch aufgrund seines Glockenturms und der Sirene zu erkennen. Das Gebäude ging durch Umbau aus einem 1806 erwähnten Hirtenhaus hervor. Die Pleutersbacher Kirche der Begegnung ist ein kleiner, moderner Kirchenbau, der erst in den letzten Jahrzehnten errichtet wurde.

## Verkehr
Die Straßenverbindungen nach Eberbach und Allemühl wurden 1909/10 bzw. 1934 neu angelegt. Ab 1950 wurde der Ort von einer Strecke der Kraftpost bedient, außerdem bestand eine Fährverbindung zum am anderen Ufer des Neckars gelegenen Bahnhof Pleutersbach der Neckartalbahn.